# Umjetno jezero Nižnji Novgorod
Umjetno jezero Nižnji Novgorod ili Gorkovsko umjetno jezero (rus. Го́рьковское водохрани́лище), je akumulacijski bazen u središnjem dijelu rijeke Volge,  formiran branom hidroelektrane Gorki izgrađene 1955. godine između gradova Gorodec i Zavolžje, te punjeno od 1955. do 1957. godine. Proteže se 427 km od brane kod Ribinska do brane kod Gorodeca kroz Jaroslavljsku, Kostromsku, Ivanovsku i Nižnjenovgorodsku oblast u Rusiji. Iako je relativno usko i slijedi prirodno riječno korito rijeke Volge u gornjem dijelu, postaje do 16 km široko nizvodno od grada Jurjeveca.
Naziv umjetno jezero Gorki potječe od bivšeg imena grada Nižnjeg Novgoroda (zapravo smještenog oko pedeset kilometara nizvodno brane), Gorki. Industrijski grad Zavolžje ižgrađen je na desnoj obali Volge zajedno s izgradnjom brane.
Punjenjem umjetnog jezera rezultiralo je preseljenjem brojnih sela i gradova, kao što je Čkalovsk.